# Glenochrysa tillyardi
Glenochrysa tillyardi är en insektsart som beskrevs av Tim R. New 1980. Glenochrysa tillyardi ingår i släktet Glenochrysa och familjen guldögonsländor. Inga underarter finns listade i Catalogue of Life.